# John James (Ruderer)
John Jesse James (* 21. September 1937; † 28. Oktober 2024) war ein britischer Ruderer, der 1964 die olympische Silbermedaille im Vierer ohne Steuermann gewann.

## Karriere
Bei den Olympischen Spielen 1964 in Tokio trat der britische Vierer ohne Steuermann in der Besetzung John Russell, Hugh Wardell-Yerburgh, William L. Barry und John James an. Die Briten gewannen ihren Vorlauf mit neun Sekunden Vorsprung vor dem Boot aus den Vereinigten Staaten und qualifizierten sich damit direkt für das Finale. Im Finale gewannen die Dänen mit einer Sekunde Vorsprung vor den Briten, eine knappe Sekunde dahinter erreichte das Boot aus den Vereinigten Staaten das Ziel.
Der 1,83 m große John James ruderte für den Thames Rowing Club in Putney.